# Margecany
Margecany és un poble i municipi d'Eslovàquia. Es troba a la regió de Košice, a l'est del país.

## Història
La primera referència escrita de la vila data del 1235.

## Demografia
| Godina             | 1994 | 2004   | 2014   | 2024   |
| ------------------ | ---- | ------ | ------ | ------ |
| Nombre de persones | 2063 | 2020   | 1940   | 1833   |
| Diferència         |      | −2,08% | −3,96% | −5,51% |

| Godina             | 2023 | 2024   |
| ------------------ | ---- | ------ |
| Nombre de persones | 1850 | 1833   |
| Diferència         |      | −0,91% |